# Rose-Marie Olischer
Rose-Marie Olischer (* 25. September 1925 in Rostock; † 24. Juni 2006 ebenda) war eine deutsche Neurologin und Hochschullehrerin.

## Leben
Olischer studierte von 1954 bis 1960 Medizin an der Universität Rostock, nachdem sie zuvor im Handwerk und im Vermessungswesen berufstätig war. 1960 wurde sie promoviert. Nach Studienabschluss durchlief sie die Facharztausbildung an der Rostocker Universitätsklinik für Neurologie und Psychiatrie. Olischer avancierte 1968 zur Oberärztin für Neurologie. 1969 mit einer Arbeit zur Liquorzytologie habilitiert, wurde sie 1976 zur außerordentlichen Professorin ernannt. 1985 wurde Rose-Marie Olischer emeritiert.

## Wirken
Rose-Marie Olischer leitete ab 1970 das von Johannes Sayk an der Rostocker Nervenklinik begründete Labor für Liquordiagnostik, die führende Einrichtung ihrer Art in der DDR. Sie entwickelte die liquorchemische und -zytologische Methoden weiter und hatte Anteil an der Standardisierung von Untersuchungsverfahren.
Von 1979 bis 1989 hatte Olischer den Vorsitz der Sektion klinische Neurochemie und Liquorforschung der Gesellschaft für Psychiatrie und Neurologie der DDR inne. Sie war  	Ehrenmitglied der Deutschen Gesellschaft für Liquordiagnostik und klinische Neurochemie (DGLN).

## Veröffentlichungen (Auswahl)
- Rose-Marie Olischer: Liquorsyndrome. In: Gerhard Göllnitz: Neuropsychiatrie des Kindes- und Jugendalters. Fischer, Jena 1970, S. 163–181.
- Hans-Joachim Meyer-Rienecker, Rose-Marie Olischer: Zur Befundbewertung in der Liquordiagnostik. In: Uwe K. Zettl, Reinhard Lehmitz, Eilhard Mix: Klinische Liquordiagnostik. Walter de Gruyter, 2005, ISBN 3-11-018169-X, S. 478–491.